# Heliophanus congolensis
Heliophanus congolensis là một loài nhện trong họ Salticidae.
Loài này thuộc chi Heliophanus. Heliophanus congolensis được Giltay miêu tả năm 1935.